# Crochets de Macaulay
En analyse mathématique, les crochets de Macaulay servent à la notation utilisée pour décrire la fonction rampe :
{\displaystyle \{x\}={\begin{cases}0,&x<0\\x,&x\geq 0.\end{cases}}}
Une transcription alternative populaire utilise des chevrons, à savoir {\displaystyle \langle x\rangle }. Une autre notation couramment utilisée est {\displaystyle x_{+}} ou {\displaystyle (x)_{+}} pour la partie positive de {\displaystyle x}, ce qui évite les conflits avec {\displaystyle \{...\}} pour la notation d'ensemble.

## En ingénierie
La notation de Macaulay est couramment utilisée dans l'analyse statique des moments de flexion d'une poutre. Elle est utile car les forces de cisaillement appliquées à un élément rendent le diagramme de cisaillement et de moment discontinu. La notation de Macaulay fournit également un moyen facile d'intégrer ces courbes discontinues pour donner des moments de flexion, une déviation angulaire, etc. À des fins d'ingénierie, les accolades sont souvent utilisés pour désigner l'utilisation de la méthode de Macaulay (en).
{\displaystyle \{x-a\}^{n}={\begin{cases}0,&x<a\\(x-a)^{n},&x\geq a.\end{cases}}} {\displaystyle (n\geq 0)}
L'exemple ci-dessus indique simplement que la fonction prend la valeur {\displaystyle (x-a)^{n}} pour toutes les valeurs de {\displaystyle x} supérieures ou égales à {\displaystyle a}. Avec cela, toutes les forces agissant sur une poutre peuvent être ajoutées, leurs points d'action respectifs étant la valeur de {\displaystyle x}.
La fonction de Heaviside en est un cas particulier :
{\displaystyle \langle x-a\rangle ^{0}\equiv \{x-a\}^{0}={\begin{cases}0,&x<a\\1,&x>a.\end{cases}}}